# المعهد العالى للسياحة والفنادق والحاسب الآلي
المعهد العالى للسياحة والفنادق والحاسب الآلي (H.I.T.H.C) هو معهد عالي خاص يقع في منطقة السيوف بمحافظة الإسكندرية بمصر.

## الأقسام
- قسم الدارسات السياحية.
- قسم الدراسات الفندقية.
- قسم نظم معلومات الأعمال.
- قسم اللغات.

## مدة الدراسة
مدة الدراسة في هذه الأكاديمية 4 سنوات متتالية، والدراسة فيها لغة عربية أو لغة إنجليزية، ويمنح بعدها الخريج شهادة البكالوريوس في نظم المعلومات الإدارية أو السياحة والفنادق وشهاداتها معادلة من قبل المجلس الأعلى للجامعات، مما يعنى أن خريجيها يحق لهم استكمال دراساتهم العليا في معظم الجامعات المصرية وبعض الجامعات الأجنبية.وحصلت هذه الأكاديمية على درجة الأكاديمية في عام 2003 بدلا من المعهد العالي للسياحة والفنادق والحاسب الآلي، إلا أن معهد السياحة والفنادق تخرج شهادته من المعهد العالي بعكس أكاديمية نظم المعلومات التي تخرج شهاداتها باسم أكاديمية الإسكندرية للعلوم.

## وصلات خارجية
- موقع المعهد العالى للسياحة والفنادق والحاسب الآلي.